# Египетские пирамиды

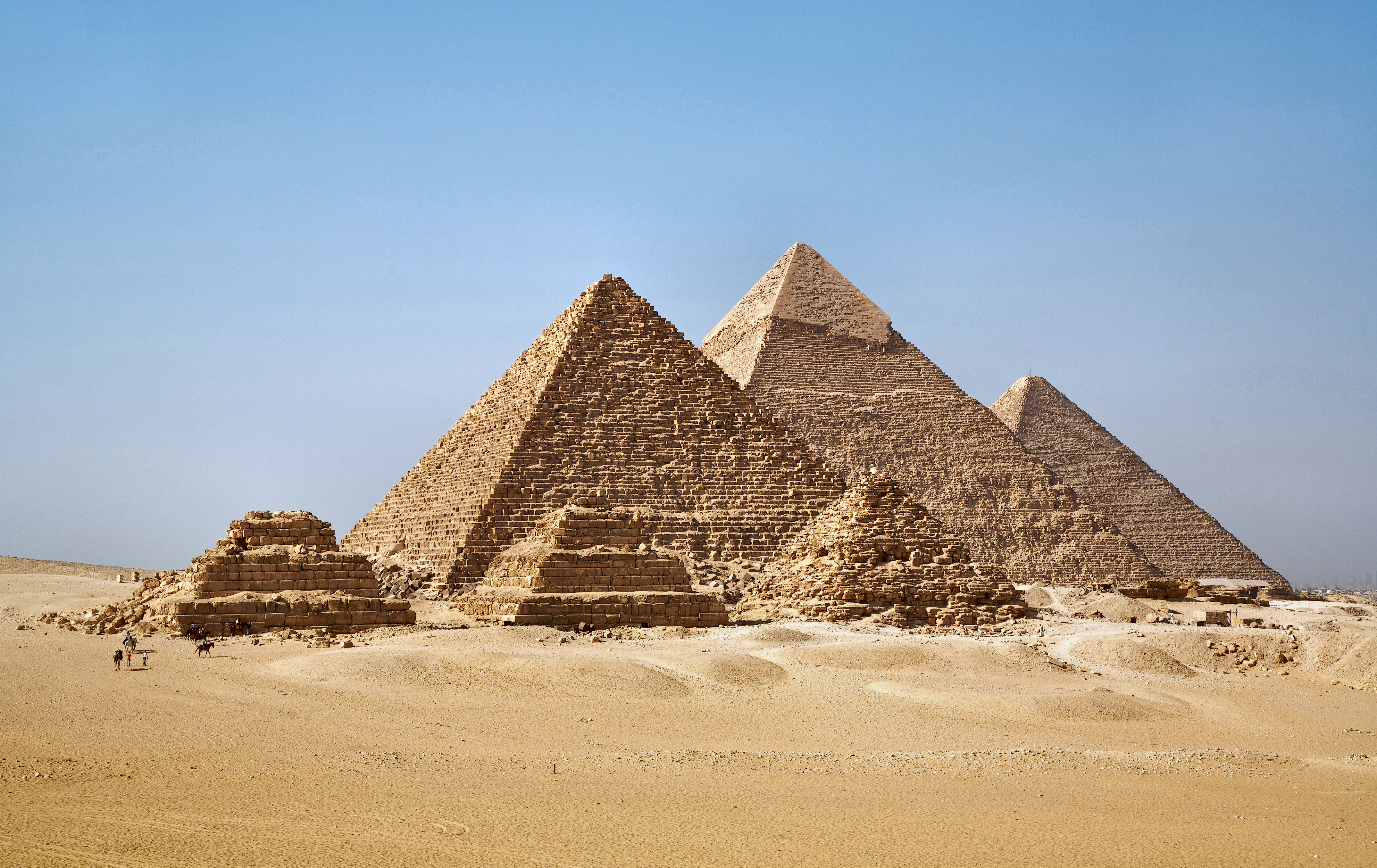
Вид на пирамиды в Гизе. Слева направо: пирамиды Микерина, Хефрена и Хеопса. Три небольшие пирамиды на переднем плане — это пирамиды-спутницы пирамиды Микерина.

Еги́петские пирами́ды — древние каменные сооружения пирамидальной формы, расположенные в Египте.
Количество объектов, идентифицируемых как египетские пирамиды, варьируется от 118 до 138 (по данным ноября 2008 года). Большая часть пирамид была построена в качестве усыпальниц для фараонов Древнего и Среднего царств. Древнейшие из известных пирамид находятся в Саккаре. Самой древней считается пирамида Джосера, построенная архитектором Имхотепом в период с 2667 по 2648 гг. до н. э.
Самые известные пирамиды находятся на окраине Каира в Гизе, три из которых до сих пор являются одними из крупнейших сооружений, когда-либо построенных человеком. Пирамида Хеопса является самой большой пирамидой в Египте и входит в состав Семи чудес света; кроме того, Пирамиды Гизы являются единственными сохранившимися до наших дней строениями, входящими в «старые Семь чудес света».

## Предшественники пирамид

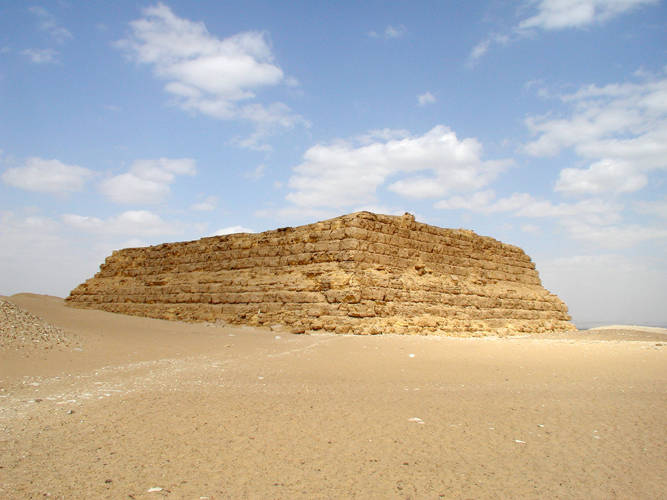
Мастаба Шепсескафа в Саккаре.

В период первых династий появляются специальные «дома после жизни» — мастабы — погребальные здания, состоявшие из подземной погребальной камеры и каменного сооружения над поверхностью земли. Сам термин относится уже к арабскому времени и связан с тем, что форма этих похожих в разрезе на трапецию гробниц напоминала арабам большие скамьи, называвшиеся «мастаба».
Мастабы строили для себя и первые фараоны. Древнейшие царские мастабы, относящиеся к временам I династии, сооружались из адобов — необожжённых кирпичей из глины и/или речного ила. Их строили в Нагаде (Абидос) в Верхнем Египте, а также в Саккаре, где находился главный некрополь Мемфиса, столицы правителей первых династий. В наземной части этих построек находились молельни и помещения с погребальным инвентарём, а в подземной — собственно погребальные камеры.

## Пирамиды фараонов III династии
Пирамида Хабы — находится в Завиет-эль-Эриане. Архитектором её считается Хаба. В центральной части пирамиды хорошо видна структура кладки — слои камня чуть наклонены в сторону центра и как бы опираются на него (из-за этого её иногда ещё называют «Слоёной»). Материал постройки — грубо отёсанный камень небольшого размера и глиняный раствор. Технология постройки пирамиды схожа с той, которая использовалась при постройке пирамиды Сехемхета и Ступенчатой пирамиды в Саккаре.

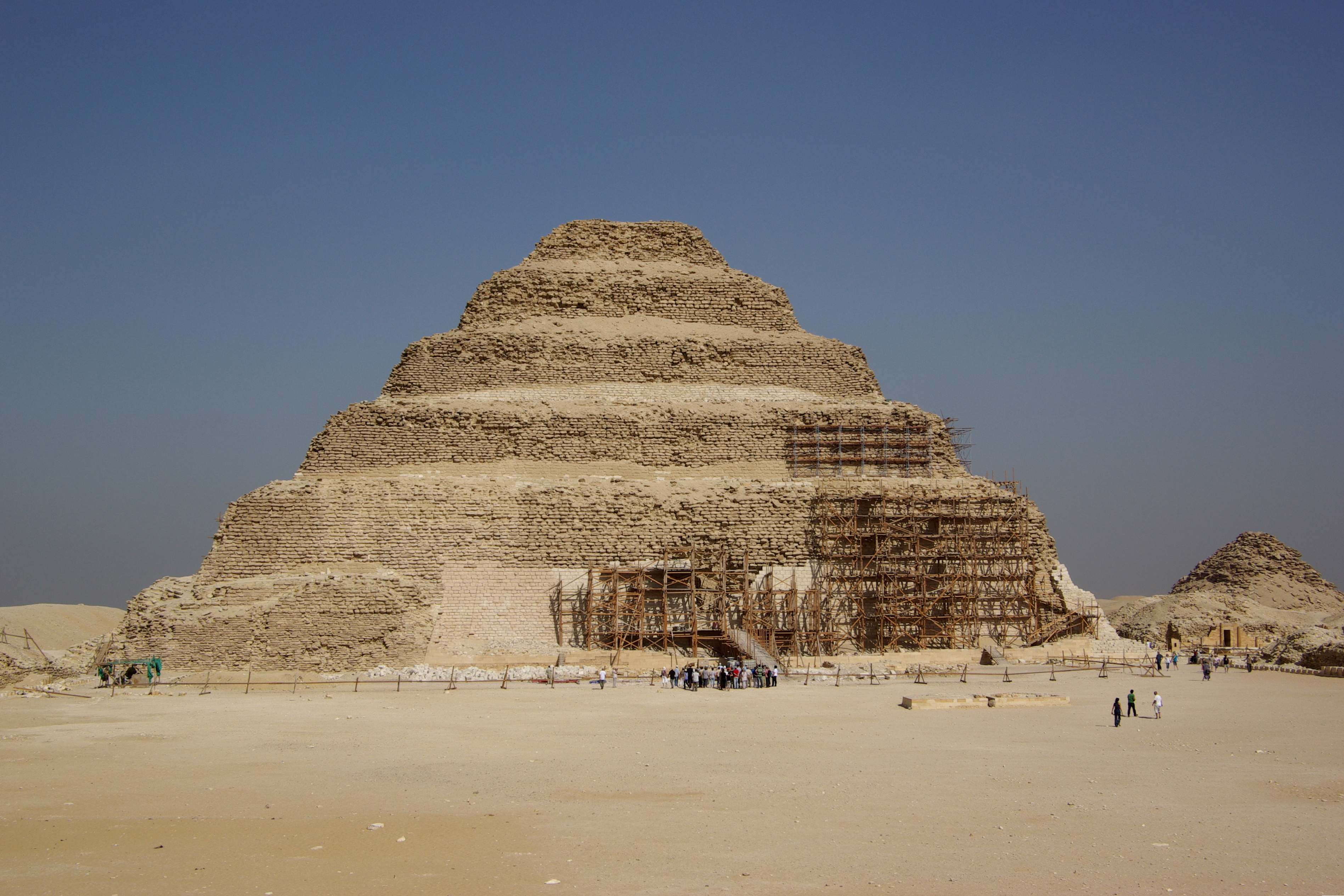
Пирамида Джосера.

Пирамида Джосера — первая пирамида ступенчатого типа. Расположена в Саккаре, к северо-востоку от Мемфиса, в 15 км от Гизы. Высота 62 м. Постройка датируется приблизительно 2670 годом до н. э. По внешнему виду она напоминает несколько поставленных друг на друга мастаб, которые уменьшаются по мере приближения к вершине. Скорее всего, именно таков и был замысел архитектора этой пирамиды, Имхотепа. Имхотеп разработал способ кладки из тёсаного камня. Впоследствии египтяне глубоко почитали зодчего первой пирамиды, и даже обожествили его. Он считался сыном бога Птаха, покровителя искусств и ремёсел.
Пирамида Сехемхета (также известная как погребённая пирамида) — незавершённая ступенчатая пирамида. Построена ок. 2645 г. до н. э. вблизи Саккары к юго-западу от пирамиды Джосера. Была найдена в 1951—1954 годах.
Размеры недостроенной стены составляли 550 x 200 метров. Высота руин — около 10 метров, однако размеры его квадратного основания — по 120 метров. Видимо, пирамида строилась по спланированному проекту. Если бы строительство было доведено до конца, высота памятника составила бы около 70 метров, что на 10 метров выше, чем у Ступенчатой пирамиды.
В настоящее время сохранились лишь руины пирамиды, доступные для посещения туристами, кроме подземных помещений.

## Пирамиды фараонов IV династии

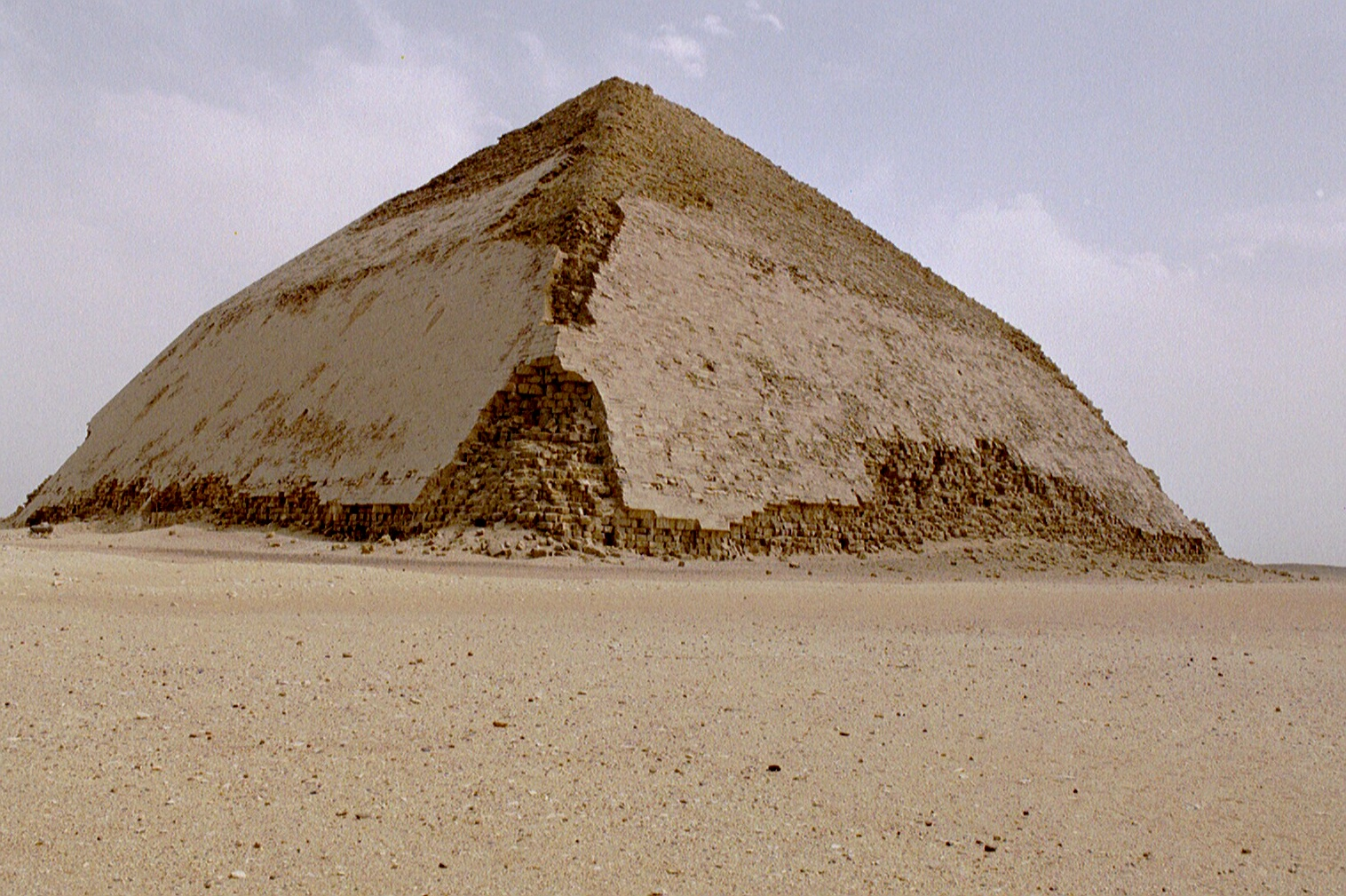
Ломаная пирамида.

Ломаная пирамида — египетская пирамида в Дахшуре, возведение которой приписывается фараону Снофру (XXVI в. до н. э.). Для объяснения нестандартной формы пирамиды немецкий египтолог Людвиг Борхардт (1863—1938) предложил свою «теорию приращивания». Согласно ей, фараон умер неожиданно, поэтому, чтобы быстрее закончить работу над пирамидой, угол наклона граней было решено изменить с 54°31' до 43°21'. Курт Мендельсон предложил альтернативу: пирамида в Мейдуме и южная пирамида в Дахшуре были построены одновременно, но в Мейдуме случилась авария — возможно, после дождей облицовка обрушилась — и этот инцидент заставил спешно изменить угол наклона сторон пирамиды в Дахшуре, когда она была построена уже наполовину.

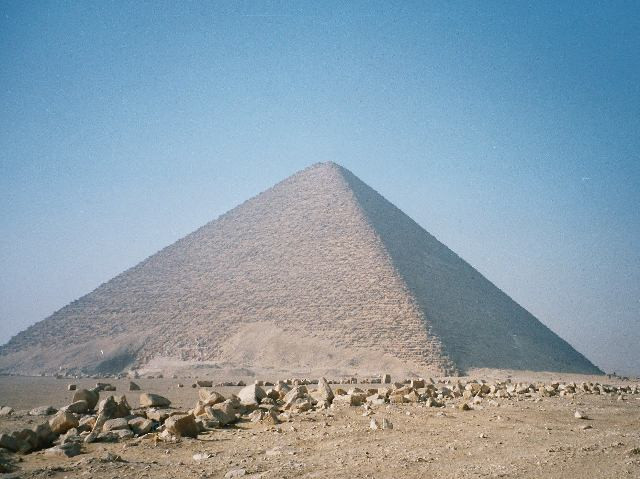
Розовая пирамида.

Розовая пирамида — северная пирамида фараона Снофру в Дахшуре, на момент своего строительства в XXVI в. до н. э. была самым высоким сооружением на Земле. По размерам уступает только двум египетским пирамидам в Гизе — пирамиде Хеопса и пирамиде Хефрена.
Историческое значение Розовой пирамиды состоит в том, что это первая царская усыпальница правильной пирамидальной формы. Хотя «розовая» усыпальница и считается первой «истинной» пирамидой, ей присущ чрезвычайно низкий наклон стен (только 43°36'; основание — 218,5 × 221,5 м при высоте 104,4 м.).
Название связано с тем, что известняковые блоки, из которых сложена пирамида, приобретают в лучах заходящего солнца розовый цвет. Вход находится на северной стороне и ведёт в три смежные камеры, доступные для посещения. Эта пирамида приписывается Снофру по той причине, что на нескольких блоках обшивки красной краской начертан его картуш.

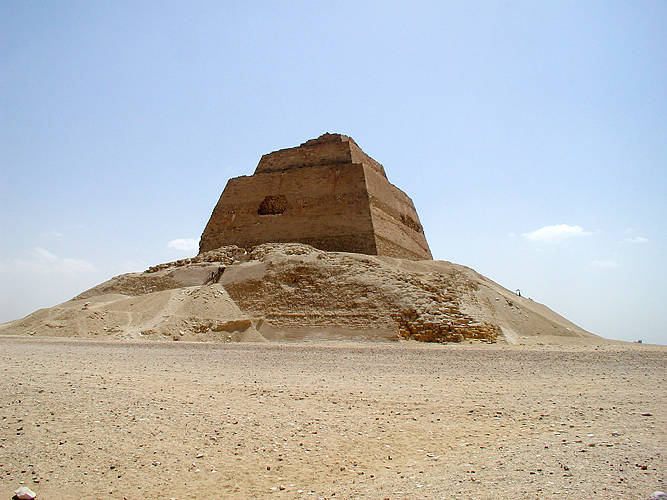
Пирамида в Мейдуме.

Пирамида в Медуме — ступенчатая пирамида, построенная фараоном Снофру. О необычных формах пирамиды впервые сообщает Аль-Макризи в XV веке. Пирамида имела ступенчатую форму и поэтому была названа el-haram el-kaddab (или «неправильная пирамида»). В своих очерках Аль-Макризи описывает пирамиду, состоящую из пяти ступеней, а также и то, что она была серьёзно повреждена от эрозии и от разбора каменной кладки местным населением (последнее не остановлено до сих пор).
В XVIII в. Фредерик Норден описал пирамиду и сообщил, что видны уже только три ступени.
В 1799 г. египетская экспедиция Наполеона описала эту пирамиду, заложив почву для будущих более подробных изысканий.
В 1837 г. пирамиду изучал и обследовал Джон Перринг.
В 1843 г. Карл Лепсиус дал описание этой пирамиды в своём знаменитом списке египетских пирамид под номером LXV («65»).
Гастон Масперо описал внутренние помещения пирамиды, но самое подробное описание пирамиды в Мейдуме было составлено лишь спустя 10 лет Флиндерсом Питри, который работал совместно с Перси Ньюберри и Георгом Фреисером. Это описание отражало как внешний вид пирамиды, так и внутренние помещения. Кроме того, изучалась местность вокруг пирамиды — в частности, были обнаружены разрушенные храмы и частные гробницы. Более поздние исследования Ф. Питри проводил вместе с Эрнестом МакКеем и Геральдом Вейнрайтом. Были обнаружены стены, окружавшие прежде пирамиду.
Людвигу Борхардту всего за несколько дней удалось собрать ценнейшие сведения о пирамиде — в частности, то, что она была перестроена и сориентирована на другие стороны света.
Англо-американская экспедиция сэра Алана Роу начала исследование пирамиды в 1920-х гг. и продолжала свои изучения на протяжении более 50 лет.
Жиль Дормион и Жан-Ив Вердхурт в 1999 году, с помощью современных приборов, обнаружили ранее неизвестные помещения и проходы. Сейчас ведутся работы по очистке и реставрации пирамиды.

## Пирамиды в Гизе

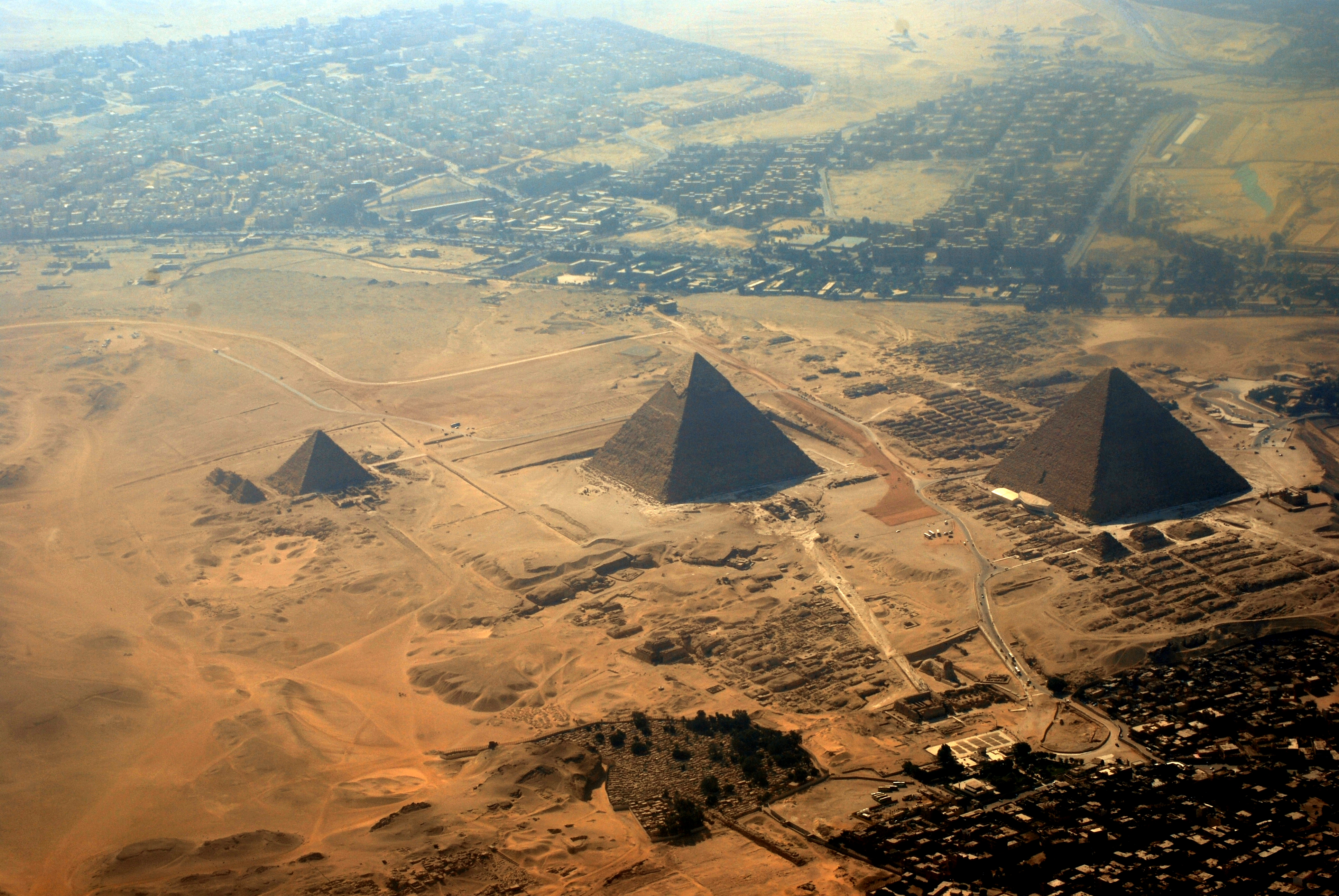
Пирамиды в Гизе.

Пирамиды фараонов Хеопса, Хефрена и Микерина считаются самыми известными пирамидами в Египте. В отличие от пирамиды Джосера, эти пирамиды имеют не ступенчатую, а строго геометрическую, пирамидальную форму. Эти пирамиды относятся к периоду IV династии. Стены пирамид поднимаются под углом от 51° (пирамида Менкаура) до 53° (пирамида Хефрена) к горизонту. Грани точно ориентированы по сторонам света.

Пирамида Хеопса в разрезе

Пирамида Хеопса — построена для фараона Хеопса. Первоначально её высота составляла 146,6 м, однако из-за того, что сейчас отсутствует облицовка пирамиды, её высота к настоящему времени уменьшилась до 138,8 м. Длина стороны пирамиды — 230 м. Пирамида построена на массивном природном скальном возвышении, которое оказалось в самой середине основания пирамиды. Его высота около 9 м. Постройку пирамиды датируют XXVI веком до н. э. Согласно Геродоту строительство длилось 20 лет.
Пирамида сложена из 2,5 миллионов каменных блоков, скреплённых раствором. В среднем блоки весили 2,5 тонн, но в «Камере Царя» есть гранитные блоки массой до 80 тонн.
Пирамида Хефрена — вторая по величине древнеегипетская пирамида. Расположена рядом со Сфинксом. Построенное в сер. XXVI в. до н. э. сооружение (215,3 × 215,3 м и высота 143,9 м) получило название Урт-Хафра («Хафра Великий» или «Почитаемый Хафра»).
Пирамида Микерина — самая южная, поздняя и низкая из трёх египетских пирамид в Гизе. Вопреки прозвищу «Херу» (высокая), она едва достигает 66 м в высоту, а длина стороны её основания составляет 108,4 м. Её объём в 250000 м³ составляет только десятую часть объёма пирамиды Хеопса: это был конец эпохи больших пирамид. Внутренность пирамиды обнаруживает отсутствие единства плана: вероятно, первоначальные скромные размеры, рассчитанные не на наследника престола, увеличены с его воцарением. Пирамида Менкаура несколько выбивается из общей картины построек в Гизе, и в античности её постройку иногда приписывали не Менкауру, а жившей во времена Амасиса II гетере Родопис.

## Поздние пирамиды
С завершением IV династии строительство пирамид египетскими фараонами не прекратилось. Пирамиды фараонов V—VI династий сохранили для нас древнейший свод погребальных текстов, известных как Тексты пирамид. Пирамиды также строили фараоны I переходного периода (например, Мерикара) и правители XII династии (наиболее известная принадлежит Аменемхету III).
Позднее традиция строительства пирамид была перенята правителями Мероитского царства.

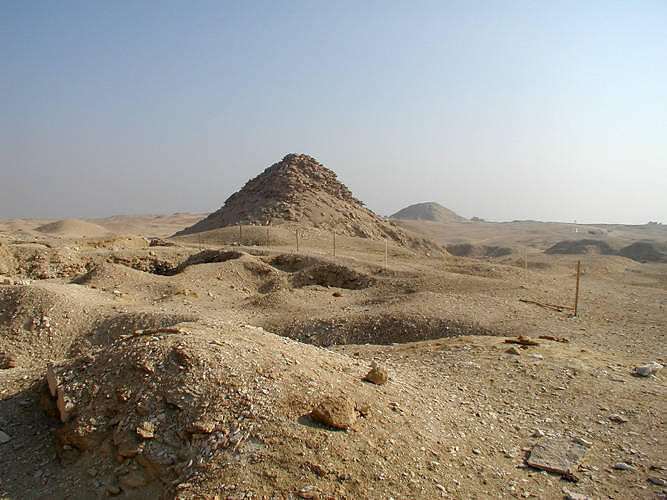
Пирамида Усеркафа.

Пирамида Усеркафа построена для фараона Усеркафа. Пирамида и окружающий её комплекс находятся в Саккаре и имеют небольшие размеры, особенно в сравнении с монументами предшественников фараона из IV династии: 70,4 × 70,4 м и высота 44,5 м. Пирамида построена из плохо обработанных каменных блоков и так небрежно, что сейчас уже мало чем напоминает пирамиду, а скорее похожа на груду камней. Рядом были построены две пирамиды-спутницы. Одна предназначалась для главной супруги Усеркафа, вторая, видимо, выполняла ритуальную функцию. Неподалёку находится пирамида Тети I — одного из первых фараонов Египта.
Пирамида Сахура построена для фараона Сахуры в Абусире. Пирамида сохранилась лучше всех остальных построек Абусира. Первоначально её основание составляло квадрат 78 × 78 м, высота — 49,6 м. Сейчас эта пирамида приблизительно на 15 м ниже своей первоначальной высоты и на четверть занесена песком. Погребальная камера необычно больших размеров (площадь — 15,3 × 15,3 м, высота — 3,6 м) находится в ядре постройки, на уровне основания точно на центральной оси пирамиды.
Пирамида Нефериркара построена для фараона Нефериркара Какаи в Абусире. Она имела основание площадью 104 × 104 м и высоту около 73,5 м. Возможно, что она была облицована известняковыми плитами, давно с неё сорванными; лишился облицовки также входной коридор и большая часть погребальной камеры. Прилегающие к пирамиде постройки мемориального комплекса не были закончены при жизни Нефериркара, их велел достроить его преемник — фараон Ниусерра. Любопытно, что дорога, ведущая от нижнего поминального храма Нефериркара, была перенаправлена к усыпальнице Ниусерра — то есть постройка была попросту украдена. Вероятно, что подобные действия стали возможными по причине экономического и духовного упадка, в который медленно погружалось Древнее Царство.
Пирамида Ниусерра находится непосредственно у северо-восточного угла пирамиды Нефериркара и сейчас, вероятно, не достигает и половины своей первоначальной высоты и похожа на холм, состоящий из выветрившихся камней, с закруглённой вершиной. После раскопок, осуществлённых Борхардтом, удалось установить, что первоначально стороны основания имели длину 78,8 м, а высота, вычисленная по наклону плит облицовки, равнялась 50,1 м.

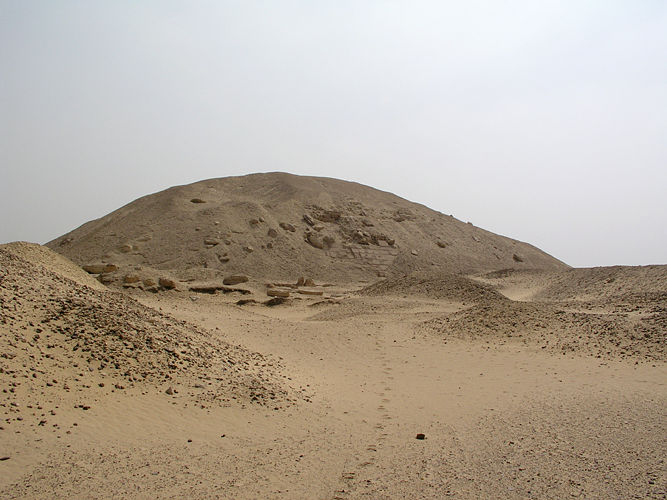
Пирамида Сенусерта I.

Пирамида Сенусерта I построена для фараона Сенусерта I в Абусире. От первоначальной высоты (около 61 м) сохранилось более трети, на стенах ещё держатся остатки облицовки из известняковых плит. Подземные помещения этой пирамиды до сих пор остаются неисследованными по той же причине, что и у предшественницы — они заполнены водой. Однако в окрестностях археологам посчастливилось обнаружить остатки ритуальной пирамиды, имевшей основание размерами 21 × 21 м и достигавшей высоты 19 м, а также десять гробниц жён и дочерей Сенусерта I и развалины десяти малых пирамид.
Пирамида Униса построена для фараона Униса в Саккаре. Унис велел построить пирамиду (67 × 67 м, и высота 48 м), получившую название Нефер-сут-Унис — «Прекрасны места Униса». Эта пирамида, сооружённая неподалёку от комплекса пирамиды Джосера, была открыта Гастоном Масперо в 1881 г. В этой пирамиде были обнаружены первые «Тексты Пирамид», написанные сине-зелёными иероглифами на стенах погребальной камеры. К юго-востоку от его пирамиды была построена небольшая культовая пирамида, а севернее фараон велел построить мастабы для своих жён Хенут и Небет, дочери Идут и нескольких сановников. Ныне пирамида Униса сильно разрушена, а в высоту не достигает и половины первоначальной высоты. Алебастровый сосуд с его именем был обнаружен в Библе.
Пирамида Пепи II построена для фараона Пепи II в Саккаре. Пирамида расположена рядом с гробницей фараона Шепсескафа. Основание её первоначально равнялось 78,6 × 78,6 м, высота — 52,1 м. Пирамида была построена из не очень крупных каменных блоков, тем же способом, которым возводились ступенчатые пирамиды первых династий. После возведения шестой ступени она была облицована известняковыми плитами, остатки которых до сих пор находятся среди обвалившихся и лежащих у основания обломков верхних слоёв. Подземные камеры точно такие же, как у пирамиды Униса, они отличаются только своей окраской. В потолке зияет большая дыра, проделанная древними грабителями, однако саркофаг и настенные тексты прекрасно сохранились.
Пирамида Аменемхета I построена для фараона Аменемхета I в Саккаре. Пирамида называлась Ка-нофер («Высокая и красивая»; 105 × 105 м). Она была построена из небольших камней неправильной формы, укреплённых каменным каркасом из хорошо пригнанных блоков. Изнутри пирамида отделана блоками известняка, большинство из которых позаимствованы с развалин Древнего Царства в Гизе и Абусире. Снаружи пирамида была облицована белым турским известняком, также позаимствованным с древних монументов. Погребальная камера, вероятно, была ограблена ещё в древности. Ныне эта пирамида сильно повреждена и возвышается всего метров на 15. Погребальная камера пирамиды залита водой, проникшей туда через какую-то подземную трещину из Нила. Для выламывания и вытёсывания себе саркофага в Хаммаматской долине «из горы Раханну» Аменемхет посылал начальствующего над жрецами бога Хема, старшего жреца Антефа, сына Себекнехта.

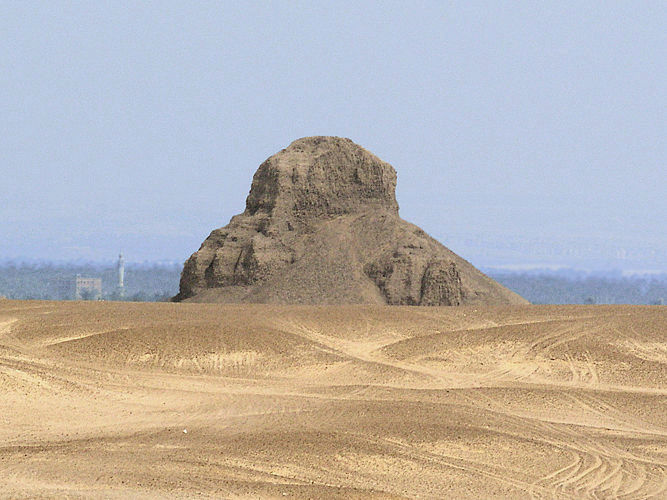
Чёрная пирамида.

Чёрная пирамида (также известная как «Тёмная пирамида») построена для Аменемхета III в Дахшуре. Основа пирамиды сделана из необожжённого кирпича. Гранит использовался только для укрепления камер и для пирамидиона. В этой пирамиде он приказал сделать 2 входа: один, на традиционной северной стороне, вёл в лабиринт коридоров, заканчивающийся тупиком. Через другой, в юго-восточном углу, можно по такому же лабиринту спуститься в погребальную камеру с красным саркофагом. Однако в этой пирамиде Аменемхет похоронен не был. В ареале этой пирамиды находится гробница царя Эвет-иб-Ра, вероятно, царя следующей, XIII династии.
Пирамида в Хаваре построена для Аменемхета III в Хаваре. Была центром вновь основанного царского некрополя, к которому, возможно, принадлежал и прославленный Лабиринт. Сейчас от неё остался лишь приплюснутый глиняный конус диаметром около 100 м и высотой 20 м. Вход в погребальную камеру расположен с южной стороны пирамиды. Сама камера — прямо-таки чудо древнеегипетской техники. Огромная усыпальница (6,71 × 2,4 × 1,83 м) вытесана из цельной глыбы необычайного твёрдого жёлтого кварцита и весит свыше 100 тонн. Толщина стен составляет 60 см. Крышка из кварцита имеет толщину 1,2 м и вес около 45 тонн. Сверху камера перекрыта двускатной крышей из двух известняковых блоков весом по 50 тонн каждый. В камере находятся два саркофага. Судя по надписям, в одном был похоронен сам Аменемхет, в другой — дочь Аменемхета Птахнефру, которой, впрочем, принадлежала ещё и расположенная неподалёку малая пирамида.

## Самые большие пирамиды Египта

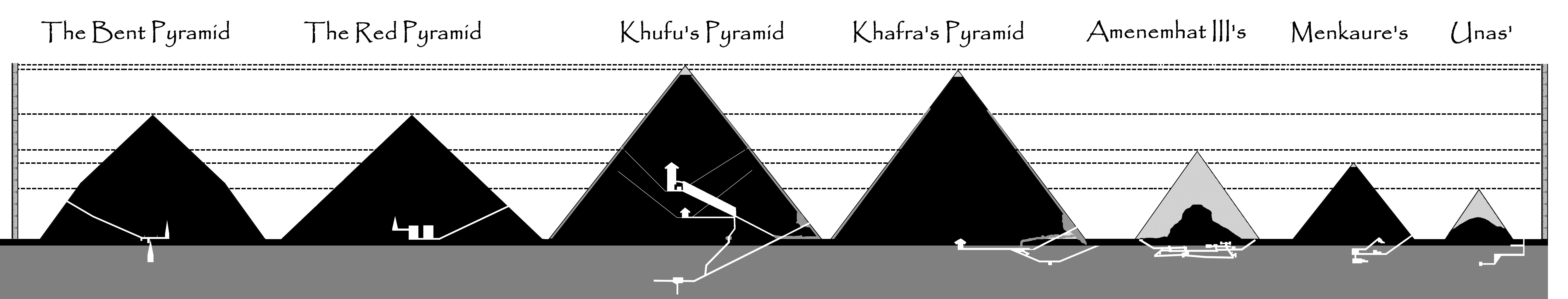
Самые большие и известные пирамиды Египта

- Пирамида Хеопса (IV династия): размер основания — 230 м (высота — 146,6 м);
- Пирамида Хефрена (IV династия): 215 м (144 м);
- Розовая пирамида, Снофру (IV династия): 219 м (105 м);
- Ломаная пирамида, Снофру (IV династия): 189 м (105 м);
- Пирамида в Мейдуме, Снофру (IV династия): 144 м (94 м);
- Пирамида Микерина (IV династия): 104,6 × 108,5 м (66 м);
- Пирамида Джосера (III династия): 121 × 109 м (62 м).

## Даты постройки
| Фараон        | Примерные даты             | Местоположение                        |
| ------------- | -------------------------- | ------------------------------------- |
| Джосер        | ок. 2667—2648 гг. до н. э. | Саккара                               |
| Снофру        | ок. 2612—2589 гг. до н. э. | 2 пирамиды в Дахшуре и одна в Мейдуме |
| Хуфу          | ок. 2589—2566 гг. до н. э. | Гиза                                  |
| Джедефра      | ок. 2566—2558 гг. до н. э. | Абу Раваш                             |
| Хафра         | ок. 2558—2532 гг. до н. э. | Гиза                                  |
| Микерин       | ок. 2532—2504 гг. до н. э. | Гиза                                  |
| Сахура        | ок. 2487—2477 гг. до н. э. | Абусир                                |
| Нефериркара   | ок. 2477—2467 гг. до н. э. | Абусир                                |
| Ниусерра      | ок. 2416—2392 гг. до н. э. | Абусир                                |
| Аменемхет I   | ок. 1991—1962 гг. до н. э. | Эль-Лишт                              |
| Сенусерт I    | ок. 1971—1926 гг. до н. э. | Эль-Лишт                              |
| Сенусерт II   | ок. 1898—1877 гг. до н. э. | Эль-Лахун                             |
| Аменемхет III | ок. 1861—1814 гг. до н. э. | Хавара                                |
| Яхмос I       | ок. 1550—1525 гг. до н. э. | Абидос                                |

## Строительство пирамид

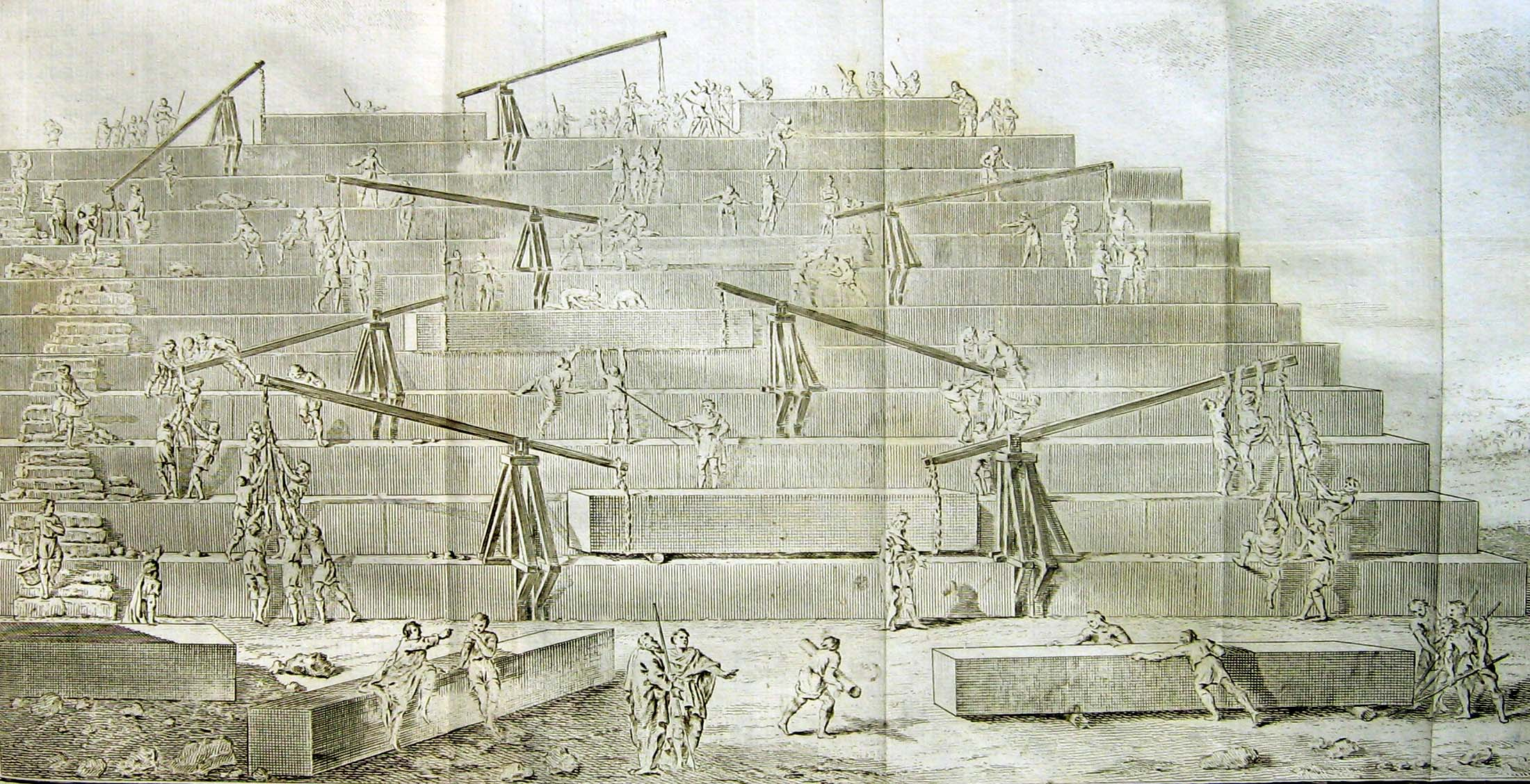
Реконструкция процесса строительства пирамид по Геродоту (гравюра XVIII в.).

Существует много версий строительства пирамид. Самая ранняя принадлежит Геродоту, который посетил Египет ок. 445 года до н. э. Строительство пирамид он описал во второй книге Истории, Евтерпе:

Так вот, до времени царя Рампсинита, рассказывали далее жрецы, при хороших законах, Египет достиг великого процветания. Однако его преемник Хеопс вверг страну в пучину бедствий. Прежде всего, он повелел закрыть все святилища и запретил совершать жертвоприношения. Затем заставил всех египтян работать на него. Так, одни были обязаны перетаскивать к Нилу огромные глыбы камней из каменоломен в Арависких горах (через реку камни перевозили на кораблях), а другим было приказано тащить и дальше до так называемых Ливийских гор. Сто тысяч людей выполняло эту работу непрерывно, сменяясь каждые три месяца. Десять лет пришлось измученному народу строить дорогу, по которой тащили эти каменные глыбы, работа, по-моему, едва ли не столь же огромная, как и постройка самой пирамиды. Ведь дорога была 5 стадий длины, а шириной в 10 оргий, в самом высоком месте 8 оргий высоты, построена из тёсаных камней с высеченными на них фигурами. Десять лет продолжалось строительство этой дороги и подземных покоев на холме, где стоят пирамиды. В этих покоях Хеопс устроил свою усыпальницу на острове, проведя на гору нильский канал. Сооружение же самой пирамиды продолжалось 20 лет. Она четырёхсторонняя, каждая сторона её шириной в 8 плефров и такой же высоты, и сложена из тёсаных, тщательно прилаженных друг к другу камней. Каждый камень длиной, по крайней мере, в 30 футов.
Построена же эта пирамида вот как. Сначала она идёт в виде лестницы уступами, которые иные называют площадками, или ступенями. После того как заложили первые камни, остальные поднимали при помощи помостов, сколоченных из коротких балок. Так поднимали с земли камни на первую ступень лестницы. Там клали камень на другой помост; с первой ступени втаскивали на второй помост, при помощи которого поднимали на вторую ступень. Сколько было рядов ступеней, столько было и подъёмных приспособлений. Быть может, однако, было только одно подъёмное приспособление, которое после подъёма камня без труда переносилось на следующую ступень. Мне ведь сообщали об обоих способах — почему я и привожу их. Таким образом, сначала была окончена верхняя часть пирамиды, затем соорудили среднюю и напоследок самые нижние ступени на земле. На пирамиде египетскими письменами было обозначено, сколько редьки, лука, чеснока съели рабочие. И, как я очень хорошо помню, переводчик, который читал мне надпись, объяснил, что на всё это было израсходовано 1600 талантов серебра. Если это верно, то сколько же денег пошло на железные орудия, на хлеб и одежду для рабочих, так как строительство всех этих сооружений продолжалось 20 лет и, кроме того, немало времени понадобилось на ломку и перевозку камней и сооружение подземных покоев.
А Хеопс, в конце концов, дошёл до такого нечестия, по рассказам жрецов, что, нуждаясь в деньгах, отправил собственную дочь в публичный дом и приказал ей добыть некоторое количество денег — сколько именно, жрецы, впрочем, не говорили. Дочь же выполнила отцовское повеление, но задумала и себе самой оставить памятник: у каждого своего посетителя она просила подарить ей, по крайней мере, один камень для сооружения гробницы. Из этих-то камней, по словам жрецов, и построена средняя из трёх пирамид, что стоит перед великой пирамидой. Царствовал же этот Хеопс, по словам египтян, 50 лет, а после его кончины престол наследовал его брат Хефрен. Он поступал во всем подобно брату и также построил пирамиду, которая, впрочем, не достигает величины Хеопсовой. Я сам ведь её измерил. Под ней нет подземных покоев и не проведён из Нила канал, как в той другой пирамиде, где вода по искусственному руслу образует остров, на котором, как говорят, погребён Хеопс. Самый нижний ряд ступеней он велел вывести из многоцветного эфиопского камня и построил пирамиду на 40 футов ниже первой, при таких же, впрочем, размерах. Обе пирамиды стоят на том же самом холме высотой около 100 футов. Царствовал же Хефрен, по словам жрецов, 56 лет.